# Kazuhiro Kokubo
Kazuhiro Kokubo, né le 16 août 1988 à Ishikari, est un snowboardeur japonais, spécialiste du Half pipe.

## Palmarès

### Championnats du monde
- Championnats du monde de 2007 à Arosa (Suisse) :
  -  Médaille d'argent en Half pipe.

### Coupe du monde
- Meilleur classement général en Half pipe : 3e en 2005 et 2006.
- 2 victoires en course.